# Антоненко Микола Іванович
Микола Іванович Антоненко (* 16 березня 1953, м. Сімферополь) — диригент, режисер. Народний артист України (1999). Лауреат Державної премії АР Крим (1994). Закінчив 1977 Московський музично-педагогічний інститут ім. Гнєсіних. Від 1979 — головний диригент Кримського українського театру драми й музичної комедії, з 1991 — художній керівник Кримського камерного театру (Сімферополь). Антоненко — постійний режисер-постановник міжнародних фестивалів у Криму. Серед музичних вистав: оперети «Іспанська рапсодія» В. Ільїна (1986, прем'єра), «Фонтан кохання» (1982) і ораторія «Меса Херсонесу» (1995, прем'єра) А. Караманова; опера «Аптекар» (1984) Й. Гайдна.